# Рымутевцы
Рымутевцы (бел. Рымуцеўцы) — деревня в Берестовицком районе Гродненской области Белоруссии. Входит в состав Эйсмонтовского сельсовета.

## География
Деревня находится в западной части Гродненской области, на левом берегу реки Веретейки, к северу от автодороги Н-6012, на расстоянии приблизительно 20 километров (по прямой) к северу от городского посёлка Большая Берестовица, административного центра района. Абсолютная высота — 118 метров над уровнем моря. Площадь населённого пункта — 0,485 км².

## История
По состоянию на 1905 год, в Ремутевцах проживало 577 человек. В административном отношении деревня входила в состав Богородицкой волости Гродненского уезда Гродненской губернии.
Согласно Рижскому мирному договору (1921), деревня вошла в состав межвоенной Польши. Входила в состав гмины Вельке-Эйсымонты Гродненского повета Белостокского воеводства. В 1921 году числилось 378 жителей, проживавших в 97 домах. В этническом составе населения того периода белорусы составляли 97 %, поляки — 3 %. В конфессиональном составе населения преобладали православные христиане (98 %).
С 1939 года в БССР.

## Население
По данным переписи 2019 года, в деревне проживало 67 человек.
| Год  | Население, человек |
| ---- | ------------------ |
| 1905 | 577                |
| 1921 | ↘ 378              |
| 2009 | ↘ 83               |
| 2019 | ↘ 67               |